# Eastern Equatoria
Eastern Equatoria is een staat in het zuidoosten van het Zuid-Soedan. Eastern Equatoria is ongeveer 82.500 km² groot en telde in 2008 bij benadering 225.000 inwoners. De hoofdstad van de staat is Kapoita.

## Grenzen
Als zuidoostelijke staat heeft Eastern Equatoria een grens met drie buurlanden van Zuid-Soedan:
- De regio Yedebub Biheroch Bihereseboch na Hizboch van Ethiopië in het oosten.
- Twee provincies van Kenia in het zuidoosten:
  - Kort met Mashariki in het uiterste zuidoosten.
  - Bonde la Ufa in het zuidoosten.
- De regio Northern van Oeganda in het zuiden.

Sharq-al-Istiwa'iyah grenst verder nog aan twee andere staten van het land:
- Jonglei in het noorden.
- Central Equatoria in het westen.

Central Equatoria · Eastern Equatoria · Jonglei · Lakes · Northern Bahr el Ghazal · Unity · Upper Nile · Warrap · Western Bahr el Ghazal · Western Equatoria